# Flaskgömming
Flaskgömming (Leptosphaeria doliolum) är en svampart. Enligt Catalogue of Life ingår Flaskgömming i släktet Leptosphaeria,  och familjen Leptosphaeriaceae, men enligt Dyntaxa är tillhörigheten istället släktet Leptosphaeria,  och familjen Phaeosphaeriaceae. Arten är reproducerande i Sverige.

## Underarter
Arten delas in i följande underarter:
- pinguicula
- conoidea
- errabunda
- doliolum